# بوتاپرازین
بوتاپرازین (انگلیسی: Butaperazine) با نام های تجاری Repoise و Tyrylen نوعی داروی آنتی سایکوتیک تیپیک از گروه فنوتیازین هاست.